# 日本経営学会
日本経営学会（にほんけいえいがっかい、英: Japan Academy of Business Administration, JABA）は、大学などの研究機関で経営学の研究にたずさわる研究者や大学院生を対象とした学会である。同学会が表彰する「日本経営学会賞」は優れた学術書、学術論文を対象とし、経営学分野において最も権威的な賞の一つとされる。同学会が刊行している学術ジャーナル『日本経営学会誌』は経営学における国内トップジャーナルの一つ。同学会は経営学、社会科学分野において国内最大規模の学会の一つであるとともに、国内で最も古くかつ世界で2番目に古い経営学の学会としての伝統を誇る。
日本経営学会の設立は1926（大正15／昭和元）年7月10日に遡る。日本経営学会はドイツ経営学会（1924年設立）に続いて世界で2番目に設立され、1936年に設立されたアメリカ経営学会に先んじている。世界各国の経営学の学会が加盟するInternational Federation of Scholarly Associations of Managementの最古の加盟学会の１つである。
学会規則では、経営学・商学の研究及び普及、経営学・商学の研究者の協同及び懇談、経営学・商学に関する内外の学会その他の団体との交流が、同学会の目的とされている。同学会は日本学術会議の協力学術研究団体の一つである。

## 日本経営学会賞
優れた学術書と学術論文を表彰する日本経営学会賞は、国内の経営学分野において最も権威的な賞の一つである。日本経営学会賞には、著書部門と論文部門がある。それぞれ原則として１点に授与されるが、以下の一覧のとおり厳正な審査の結果どの著作にも賞が授与されない年もある。賞の種類には本賞と研究奨励賞がある。本賞は全ての年齢の著者による著作を対象として最も優れたものに贈られる。研究奨励賞は著作刊行時45歳以下の若手研究者による著作に贈られる。どちらの賞が授与されるかは学会賞審査委員会の判断による。

### 日本経営学会賞受賞一覧[11]
▶ 著書部門
| 年度 | 受賞種類   | 氏名       | 出身校                     | 著作名                                                                                                 |
| 2023 | なし       | なし       | なし                       | なし                                                                                                   |
| 2022 | 本賞       | 松尾 健治  | 博士（経営学）, 神戸大学   | 『組織衰退のメカニズム：歴史活用がもたらす罠』(白桃書房)                                               |
| 2021 | 本賞       | 藤岡豊     | 博士（経営学）, 神戸大学   | 『⽣産技術システムの国際⽔平移転：トランスナショナル経営の実現に向けて』（有斐閣）                     |
| 2020 | 研究奨励賞 | 兒⽟公⼀郎 | 博士（商学）, 一橋大学     | 『業界⾰新のダイナミズム−デジタル化と写真ビジネスの変⾰』（⽩桃書房）                                  |
| 2019 | 研究奨励賞 | 松本 雄一  | 博士（経営学）, 神戸大学   | 『実践共同体の学習』（白桃書房）                                                                       |
| 2018 | 本賞       | 高井 文子  | 博士（経営学）, 東京大学   | 『インターネットビジネスの競争戦略：オンライン証券の独自性の構築メカニズムと模倣の二面性』（有斐閣）   |
| 2017 | 本賞       | 宮尾 学    | 博士（経営学）, 神戸大学   | 『製品開発と市場創造: 技術の社会的形成アプローチによる探求』（白桃書房）                               |
| 2016 | 本賞       | 山田仁一郎 | 博士（経営学）, 北海道大学 | 『大学発ベンチャーの組織化と出口戦略』（中央経済社）                                                   |
| 2015 | なし       | なし       | なし                       | なし                                                                                                   |
| 2014 | なし       | なし       | なし                       | なし                                                                                                   |
| 2013 | 本賞       | 長山宗広   | 博士（経営学）, 中央大学   | 『日本的スピンオフ･ベンチャー創出論─ 新しい産業集積と実践コミュニティを事例とする実証研究─』（同友館） |
| 2012 | 本賞       | 加藤俊彦   | 博士（商学）, 一橋大学     | 『技術システムの構造と革新─方法論的視座に基づく経営学の探究─』（白桃書房）                             |
| 2011 | なし       | なし       | なし                       | なし                                                                                                   |
| 2010 | なし       | なし       | なし                       | なし                                                                                                   |
| 2009 | 本賞       | 李東浩     | 博士（経営学）, 神戸大学   | 『中国の企業統治制度』（中央経済社）                                                                   |
| 2008 | 本賞       | 岩田智     | 日本大学卒、岩手大院       | 『グローバル・イノベーションのマネジメント─日本企業の海外研究開発活動を中心として─』（中央経済社）     |
| 2008 | 本賞       | 藤田誠     | 博士（商学）, 早稲田大学   | 『企業評価の組織論的研究─ 経営資源と組織能力の測定─』（中央経済社）                                    |
| 2007 | なし       | なし       | なし                       | なし                                                                                                   |
| 2006 | 本賞       | 川上智子   | 博士（経営学）, 神戸大学   | 『顧客志向の新製品開発─マーケティングと技術のインタフェイス─』（有斐閣）                               |
| 2005 | なし       | なし       | なし                       | なし                                                                                                   |

▶論文部門
| 年度 | 受賞種類   | 氏名                              | 出身校 | 著作名 |
| 2023 | 研究奨励賞 | 髙橋宏承                          | 博士（商学）, 一橋大学 | 「組織構成員の外向性と組織内孤立の関係性」(『日本経営学会誌』第 52 号掲載)                                                       |
| 2022 | 本賞       | 内田大輔 芦澤美智子 軽部大        | 内田大輔：慶大卒、博士（商学）, 一橋大学。芦澤美智子：博士（経営学）, 慶應義塾大学。軽部大：博士（商学）, 一橋大学。                               | 「アクセラレーターによるスタートアップの育成―日本のアクセラレータープログラムに関する実証分析―」(『日本経営学会誌』第 50 号掲載) |
| 2021 | 本賞       | 平野恭平 三井泉 藤田順也          | 平野恭平：博士（経営学）, 神戸大学。三井泉：経営学博士, 青山学院大学。藤田順也：博士（経営学）, 神戸大学。                                         | 「経営学部創設期の「落書き」による学生たちの心性史試論－神戸大学附属図書館蔵書を一例として」（『日本経営学会誌』第48号掲載）     |
| 2021 | 研究奨励賞 | 林侑輝                            | 博士（経営学）, 大阪市立大学 | 「逆境期における長寿企業の生存戦略－倒産企業との比較分析に基づく類型化」（『日本経営学会誌』第47号掲載）                         |
| 2020 | 研究奨励賞 | 柴野良美                          | 博士（商学）, 早稲田大学 | 「組織⽂化が企業不正に与える影響−企業理念のテキストマイニングを⽤いた定量的実証研究」（『日本経営学会誌』第 45 号掲載）          |
| 2019 | 本賞       | 林祥平 森永雄太 佐藤佑樹 島貫智行 | 林祥平：博士（経営学）, 神戸大学。森永雄太：博士（経営学）, 神戸大学。佐藤佑樹：博士（商学）, 一橋大学。島貫智行：慶大卒、博士（商学）, 一橋大学。 | 「職場のダイバーシティが協力志向的モチベーションを向上させるメカニズム」                                                         |
| 2018 | 本賞       | 加藤崇徳                          | 博士（商学）, 一橋大学 | 「技術多角化と技術の時間軸」（『日本経営学会誌』第 38 号掲載）                                                                   |
| 2017 | なし       | なし                              | なし | なし |
| 2016 | 本賞       | 西岡由美                          | 博士（経営学）, 学習院大学 | 「契約社員の人事管理と基幹労働力化―基盤システムと賃金管理の二つの側面から―」（『日本経営学会誌』第36号掲載）                     |

## 学会史

### 創立会議
大正15年7月10日午後3時、丸の内生命保険協会で開催される。
学会名について
- 日本経営学会を可とするもの 27名
- 日本商学会を可とするもの 12名

日本経営学会と決定する。なお、昭和26年4月21日、日本商業学会が向井鹿松を初代会長として設立された。
出席者
| 大分高商（碓氷厚次）、大阪高商（村本福松）、小樽高商（室谷賢治郎）、海軍大学（林貞雄）、慶應義塾（向井鹿松）、高岡高商（川連淳一）、中央大学（橋本民平）、東京帝大（馬場敬治）、東洋協会（青山楚一）、大倉高商（関太一、渡部寅二）、海軍経理学校（武井大助、茂木知二）、関西学院（小寺敬一、池内信行）、神戸高商（瀧谷善一、田中金司、平井泰太郎）、東京商科大学（佐野善作、上田貞次郎、内池廉吉、石川文吾、藤本幸太郎、井浦仙太郎）、内藤章、高垣寅次郎、増地庸治郎）、名古屋高商（國松豊）、彦根高商（白柳元吉、原田博治）、日本大学（井上貞蔵、松葉栄重）、福島高商（江藤誠之、茂木修三）、法政大学（高橋一太郎）、明治大学（中村茂男）、山口高商（大野弥曽次）、横浜高商（小宮山敬保、井上鎧三）、立教大学（大堀市治郎）、和歌山高商（田中保平）、早稲田大学（小林行昌、小林新、長谷川安兵衛、末高信） |

### 創立時の役員
発起署名者については太字で表記する。後に、理事長制度を導入するまで、5常務理事合議制であった。
常務理事
| 東京商科大学教授（上田貞次郎）、東京帝国大学助教授（中西寅雄）、神戸高等商業学校教授(平井泰太郎)、東京商科大学（増地庸治郎）、大阪高等商業学校教授（村本福松） |

理事
| 日本大学教授（井上貞蔵）、名古屋高等商業学校教授（国松豊）、京都帝国大学教授(小島昌太郎)、関西学院教授（小寺敬一）、早稲田大学教授（小林行昌）、東京商科大学教授（高垣寅次郎）、神戸高等商業学校教授（瀧谷善一）、明治大学教授(中村茂男)、慶應義塾大学教授(向井鹿松)、東京帝国大学教授(渡辺銕蔵) |

### 1926年第1回大会（第1集）
統一論題は会計士（計理士）制度であった。司会者は東京商科大学初代学長佐野善作であり、大会委員長は上田貞次郎であった。大会決議により、会計士制度についての建議書を政府へ提出した。
| 統一論題報告                   | 氏名                                                            |
| ------------------------------ | --------------------------------------------------------------- |
| 欧米に於ける会計士制度         | 東京帝国大学 渡辺銕蔵                                           |
| 本邦に於ける会計士の沿革及現状 | 明治大学 中村茂男（東京高等商業学校（現：一橋大学）専門部卒業） |
| 会計士観の種々相               | 神戸高等商業学校 平井泰太郎                                     |

| 講演                                                               | 氏名                      |
| ------------------------------------------------------------------ | ------------------------- |
| 予算に依る事業の統制管理                                           | 東京商科大学 吉田良三     |
| 我邦に於ける信託事業の現状                                         | 三井信託株式会社 野守廣   |
| 事業の集中統一と独逸に於ける資本合同に現はれたる合理化主義に就いて | 大阪高等商業学校 村本福松 |
| 資本市場の組織及び職能─特に金融機関の相互作用に就いて─             | 慶應義塾大学 向井鹿松     |
| 現代労働の心理的特徴                                               | 東京商科大学 高垣寅次郎   |
| 株式会社の将来                                                     | 東京商科大学 上田貞次郎   |
| 火災保険料率協定の意義                                             | 神戸高等商業学校 瀧谷善一 |

## 歴代理事長
日本経営学会は当初の5常務理事制から昭和15年の上田貞次郎博士死去を経て、昭和16年以降、理事長制(理事60名以内、常務理事10名以内)を導入した。
| 代 | 期間                                         | 氏名         | 所属                           | 備考 |
| -- | -------------------------------------------- | ------------ | ------------------------------ | --- |
| 1  | 昭和16(1941)年〜昭和21(1946)年               | 瀧谷善一     | 神戸商業大学（現神戸大学）教授 | 神戸市助役 |
| 2  | 昭和21(1946)年〜昭和23(1948)年               | 平井泰太郎   | 神戸商業大学（現神戸大学）教授 | 日本経営診断学会初代理事長 |
| 3  | 昭和23(1948)年9月1日〜昭和41(1966)年9月30日  | 高瀬荘太郎   | 一橋大学教授                   | 文部大臣等 |
| 4  | 昭和41(1966)年10月1日〜昭和49(1974)年9月30日 | 古林喜楽     | 神戸大学教授                   | 日本学術会議会員 |
| 5  | 昭和49(1974)年10月1日〜昭和52(1977)年9月30日 | 市原季一     | 神戸大学教授                   | 日本学術会議会員 |
| 6  | 昭和52(1977)年10月1日〜昭和58(1983)年9月5日  | 藻利重隆     | 一橋大学教授                   | |
| 7  | 昭和58(1983)年9月6日 〜平成元(1989)年9月12日 | 海道進       | 神戸大学教授                   | 日本労務理論学会初代会長 |
| 8  | 平成元(1989)年9月13日〜平成7(1995)年9月7日   | 田島壮幸     | 一橋大学教授                   | |
| 9  | 平成7(1995)年9月8日〜平成10(1998)年9月10日   | 森昭夫       | 神戸大学教授                   | |
| 10 | 平成10(1998)年9月11日〜平成13(2001)年9月7日  | 野口祐       | 慶応大学教授                   | 日本学術会議会員、ベルリン自由大学客員教授、パリ大学客員教授。日本経営学会設立の年に生誕し、慶応大商学部創立直後に商学部助教授となり、爾来、慶応大教授時代に門下生として経営学者50人以上を育てる。アジア経営学会を創立し初代会長となる。 |
| 11 | 平成13(2001)年9月8日〜平成16(2004)年9月2日   | 片岡信之     | 桃山学院大学教授               | 神戸大学経営学部卒業。経営学史学会理事長、大連工業大学客座教授，陽光学院（福州）客座教授 |
| 12 | 平成16(2004)年9月3日 〜平成19(2007)年9月6日  | 小林俊治     | 早稲田大学教授                 | |
| 13 | 平成19(2007)年9月7日〜平成22(2010)年9月3日   | 坂下昭宣     | 神戸大学教授                   | |
| 14 | 平成22(2010)年9月4日〜平成25(2013)年9月5日   | 高橋俊夫     | 明治大学教授                   | ドイツ経営学研究会会長、経営学会国際連合会長 |
| 15 | 平成25(2013)年9月6日〜平成28(2016)年9月1日   | 海道ノブチカ | 関西学院教授                   | 神戸大学大学院修了。第7代目理事長海道進に続き、初めて親子2代での理事長となる。 |
| 16 | 平成28(2016)年9月2日〜令和元(2019)年9月4日   | 百田義治     | 駒澤大学教授                   | 比較経営学会理事長 |
| 17 | 令和元(2019)年9月5日〜現在                   | 上林憲雄     | 神戸大学教授                   | 日本学術会議会員、日本学術振興会産学協力研究委員会経営問題第108委員会委員長 |
| 18 | 令和4(2022)年9月〜現在                       | 出見世信之   | 明治大学教授                   | 明治大学商学部長 |

## 学界展望
日本経営学会創設時の役員等の年齢は、上田(47)、瀧谷(43)、渡辺(41)、向井(38)、池内(32)、増地(30)、平井(30)、中西(30)、馬場(29)、室谷(26)等、みな若かった。その後、各自が様々な領域の学術団体に携わっていくことになる。
- 日本会計研究学会

1937年、太田哲三(東京商科大学教授、上田貞次郎門下生、太田・黒澤賞)等を発起人として設立した。1926年日本経営学会第1回大会（第1集）統一論題は会計士（計理士）制度であり、大会決議により、会計士制度についての建議書を政府へ提出してきた背景があるように、元来、日本経営学会の中で会計学者も活躍してきた。日本会計研究学会設立後、会計学者は、日本経営学会以外に日本会計研究学会でも活動の場を広げている。
- 日本商業学会

1951年、向井鹿松を初代会長として設立される。
- 組織学会

1959年、馬場敬治を初代会長として設立される。
- 経営史学会

1964年、脇村義太郎を初代会長として設立される。1960年10月23日、日本経営学会大会（於日本大学）後、薬業永田町会館にて経営史研究会発会する。1961年10月日本経営学会第三五回大会（於名古屋大学）で、経営史部門設立される。1964年、経営史学会の設立総会に向け、日本経営学会との調整を事前におこない、日本経営学会の有力者を経営史学会の理事に就任するように説得することが記録されている。
- 日本労務学会

1970年12月5日、慶應義塾大学商学部教授森五郎を日本労務学会初代代表理事として設立される。人事労務分野(雇用・労働・組織・人事・労使関係)における学会である。日本経営学会において人事労務分野(雇用・労働・組織・人事・労使関係)を研究する学派が中心となり設立された。日本労務学会は労働政策研究研修機構労働大学校（独立行政法人）等とともに、日本の労働政策(企業の人事労務管理等)へ強い影響力を有する学術団体である。
- 日本中小企業学会

1980年（昭和55年）10月11日（土）10時30分、慶応義塾大学三田校舎西校舎517番教室にて、山中篤太郎（一橋大学教授上田貞次郎門下、日本学術振興会産業構造・中小企業第118委員会初代委員長、元一橋大学学長）を初代会長として日本中小企業学会設立発起人会が行われる。
- 日本会計史学会

1982年6月2日、日本大学経済学部2階大会議室において設立総会が開催され、小島男佐夫（神戸大学、経営学博士）を初代会長として会計史研究の学派が設立した。
- アジア経営学会

1993年、東アジア経営学会国際連合（International Federation of East Asian Management Associations： IFEAMA；東連；出身母体：日本・中国・ロシア・韓国・モンゴル・ネパール）に加盟する日本組織として誕生した。日本経営学会第10代理事長野口祐（慶應義塾大学）を初代会長とする。アジアの経営学の研究と普及などを目的とする。

## 学会運営
- かつては、内規において、本会の事務所は当分の間，一橋大学内におく。と規定されていた。日本経営学会の所在地は一橋大学大学院商学研究科第二研究館商学研究室気付経営学部門共同研究室内であった。
- 理事の選挙は、東日本と西日本から各15名を選出する。
- 大会は、東日本と西日本において交互に開催する。
- 理事長の他、担当別の常任理事を置く。事例として、令和5年3月現在の担当を記載する[16]。

| 担当             | 氏名       | 出身校   |
| ---------------- | ---------- | -------- |
| 総務担当         | 田淵泰男   | 慶應大院 |
| 総務担当         | 上林憲雄   | 神戸大院 |
| 大会担当         | 井上善海   | 福岡大院 |
| 大会担当         | 古川靖洋   | 慶應大院 |
| 会計・事務所担当 | 木村有里   |          |
| 国際担当         | 原拓志     | 神戸大院 |
| 学会誌担当       | 馬塲杉夫   | 慶應大院 |
| 学会誌担当       | 小沢貴史   | 神戸大院 |
| 学会賞担当       | 鈴木由紀子 | 慶應大院 |
| 広報担当         | 松田健     |          |

## 地方部会
- 関東部会

```
東京支部会は大正15年12月設立。
```

- 関西部会

```
昭和2年5月設立。日本経営学会関西部会事務所は神戸大学大学院経営学研究科内に置かれる。
```

## 経営学辞典
- 経営経済研究所編纂『現代経営学辞典』岩崎書店（昭和25年）が刊行された。のちに,編集した慶大教授森五郎,慶大教授小高泰雄が中心となり,10代会長野口祐他,神戸大学の2代会長平井泰太郎,5代会長市原季一,7代会長海道進等が加わり,経営経済研究所編集『経営全書』税務経理協会（昭和34年）から出版された。
- 平井泰太郎『経営学辞典』ダイヤモンド社（昭和27年）
- 藻利重隆編『経営学辞典』東洋経済新報社（1967年11月）